# Bắn súng tại Thế vận hội Mùa hè 1912 - bắn hươu chạy, một viên đạn 100 mét
Nội dung bắn hươu chạy, một viên đạn 100 mét là một nội dung thi đấu của môn thể thao Bắn súng tại Thế vận hội mùa hè năm 1912. Đây là lần thứ hai nội dung này được đưa vào chương trình thi đấu, với lần đầu là vào năm 1908. Cuộc tranh tài bắt đầu vào thứ sáu ngày 28 tháng 6 năm 1912 tới thứ hai ngày 1 tháng 7 năm 1912.
Ba mươi tư xạ thủ đến từ bảy quốc gia đã tham gia tranh tài tại nội dung.

## Kết quả
| Thứ hạng | Tên xạ thủ                 | Điểm số | Số điểm vòng chung kết |
| -------- | -------------------------- | ------- | ---------------------- |
| 1        | Alfred Swahn (SWE)         | 41      | 20                     |
| 2        | Åke Lundeberg (SWE)        | 41      | 17                     |
| 3        | Nestori Toivonen (FIN)     | 41      | 11                     |
| 4        | Karl Larsson (SWE)         | 39      |                        |
| 4        | Oscar Swahn (SWE)          | 39      |                        |
| 4        | Anders Lindskog (SWE)      | 39      |                        |
| 7        | Heinrich Elbogen (AUT)     | 38      |                        |
| 8        | Adolph Cederström (SWE)    | 37      |                        |
| 8        | William Leushner (USA)     | 37      |                        |
| 10       | Adolf Michel (AUT)         | 36      |                        |
| 11       | Johan Ekman (SWE)          | 34      |                        |
| 11       | Erik Sökjer-Petersén (SWE) | 34      |                        |
| 13       | Erland Koch (GER)          | 33      |                        |
| 14       | Ernst Rosenqvist (FIN)     | 32      |                        |
| 15       | Gustaf Lyman (SWE)         | 31      |                        |
| 15       | Vasily Skrotsky (RUS)      | 31      |                        |
| 15       | Peter Paternelli (AUT)     | 31      |                        |
| 15       | Axel Londen (FIN)          | 31      |                        |
| 15       | Nikolaos Levidis (GRE)     | 31      |                        |
| 20       | Haralds Blaus (RUS)        | 29      |                        |
| 21       | Huvi Tuiskunen (FIN)       | 28      |                        |
| 21       | Iivar Väänänen (FIN)       | 28      |                        |
| 21       | Albert Preuß (GER)         | 28      |                        |
| 24       | Horst Goeldel (GER)        | 27      |                        |
| 24       | Emil Lindewald (SWE)       | 27      |                        |
| 26       | Per-Olof Arvidsson (SWE)   | 26      |                        |
| 26       | Karl Reilin (FIN)          | 26      |                        |
| 26       | Edward Benedicks (SWE)     | 26      |                        |
| 29       | Walter Winans (USA)        | 24      |                        |
| 29       | Ioannis Theofilakis (GRE)  | 24      |                        |
| 31       | Dmitri Barkov (RUS)        | 23      |                        |
| 31       | Eberhard Steinböck (AUT)   | 23      |                        |
| 33       | Aleksandr Dobryansky (RUS) | 22      |                        |
| 34       | Pavel Lieth (RUS)          | 10      |                        |